# محمد البركة
محمد البركة (مواليد عام 1971 في مدينة مكناس)، هو كاتب، ومؤرخ مغربي، وتخرج من قسم التاريخ في كلية الآداب بجامعة مولاي إسماعيل بمكناس عام 1996، ثم نال شهادة استكمال الدروس في تخصص التاريخ الوسيط من كلية الآداب بجامعة السلطان سيدي محمد ابن عبد الله بفاس عام 1997، وحصل على درجة الدكتوراه في التاريخ من نفس الجامعة عام 2002 عن أطروحة قدمها حملت عنوان «الدولة المرابطية مساهمة في دراسة نظام الكتابة الديوانية»، ثم نال شهادة الأهلية الجامعية في التاريخ عام 2010 عن دراسة له بعنوان «معالم البنية المرجعية للدولة المرابطية أصول وفصول».

## مسيرته المهنية
عمل محمد البركة أستاذًا للتاريخ والحضارة بالكلية متعددة التخصصات في جامعة السلطان سيدي محمد بن عبد الله بمدينة تازة المغربية، وكان عضوًا بمجلس إدارة الكلية متعددة التخصصات بتازة، ثم منسقًا لمجموعة البحث في الحضارة والبيئة، ثم عضوًا بمجلس إدارة مختبر البحث في البيئة، والتراث، والتنمية بنفس الكلية، ثم عضوًا بمختبر البحث في العلاقات الثقافية المغربية المتوسطية بنفس الكلية، ثم عضوًا بالجمعية المغربية للبحث التاريخي، ثم أُختير نائبًا لرئيس المكتب المحلي للنقابة الوطنية للتعليم العالي، وشارك في العديد من الندوات الوطنية والدولية التي تختص بالتاريخ.

## مؤلفاته
كتب محمد البركة العديد من المؤلفات فيما يختص بالتاريخ والحضارة والتراث، ومنها:
- الدولة المرابطية (ملامح نظام الكتابة الديوانية): صدرت عام 2008 عن دار أفريقيا الشرق.[1]
- فقه التاريخ عند الدكتور فريد الأنصاري - المفهوم والمنهج والقضايا: صدر عام 2011 عن .[2]
- فقه الدعوة عند الدكتور فريد الأنصاري (قراءة في مشروع الفطرية من التأصيل القرآني إلى التمكين العمراني): صدر عام 2012 عن دار السلام للطباعة والنشر والتوزيع والترجمة.[3]
- مشاريع إصلاح القضاء بالغرب الإسلامي ما بين القرنين (6هـ - 8هـ / 12م - 14م): صدر عام 2015 عن دار افريقيا الشرق للنشر.[4][5]
- السياسة السلطانية عند لسان الدين بن الخطيب من خلال رسالته في أحوال خَدَمة الدولة ومصائرهم: صدر عام 2015 عن دار افريقيا الشرق للنشر.[6][7]